# 大都會交通局 (蒙特利爾)
大都会交通局（法語：Agence métropolitain de transport），简称AMT，是负责规划、整合并协调加拿大蒙特利尔地区公共交通服务的公司，其管理区域包括蒙特利尔岛，拉瓦勒（耶稣岛），以及千岛河的北岸和圣劳伦斯河的南岸。大都会交通局于1995年依据《大都会交通局法》成立，并于1996年1月接管蒙特利尔交通局的通勤铁路系统“EXO”和快速公交业务，其系统繁忙程度在加拿大仅次于多伦多的GO運輸系统。
大都会交通局的运营范围包括了63个市，1个保护区，13个区域县级市，涵盖了410万人口，日客流约为75万人次。
大都会交通局经营业务包括对公交专用道以及A-15和A-40高速公路高乘載車道、城市总站、P+R停车场的管理，每年还有来自各城镇交通机构之间的163万美元共享预算，除此之外，大都会交通局主要业务为蒙特利尔地区的通勤铁路系统“EXO”服务，该系统西至哈德森，东至蒙圣伊莱尔，北至圣热罗姆 (魁北克)。
2014年，大都会交通局的准点率达到了96.6%，其准点率在北美仅次于芝加哥的Metra系统、新泽西的新泽西捷运和明尼阿波利斯的北极星通勤铁路。

## 合作公司
大都会交通局在交通业务方面一共有14个合作公司：
- 3个公共交通管理机构：隆格伊交通網絡/ 拉瓦勒交通局（英语：Société de transport de Laval） / 蒙特利爾交通局
- 9个城际运输委员会(CIT): CIT Chambly-Richelieu-Carignan / CIT de la Vallée du Richelieu / CIT du Haut-Saint-Laurent/ CIT du Sud-Ouest / CIT La Presqu'Île / CIT Laurentides / CIT Le Richelain / CIT Roussillon / CIT Sorel-Varennes
- 1个区域运输委员会 (CRT): CRT Lanaudière（英语：CRT Lanaudière）
- 圣朱莉市组织的圣朱莉公交系统（法语：Exo Sainte-Julie）

## 通勤铁路

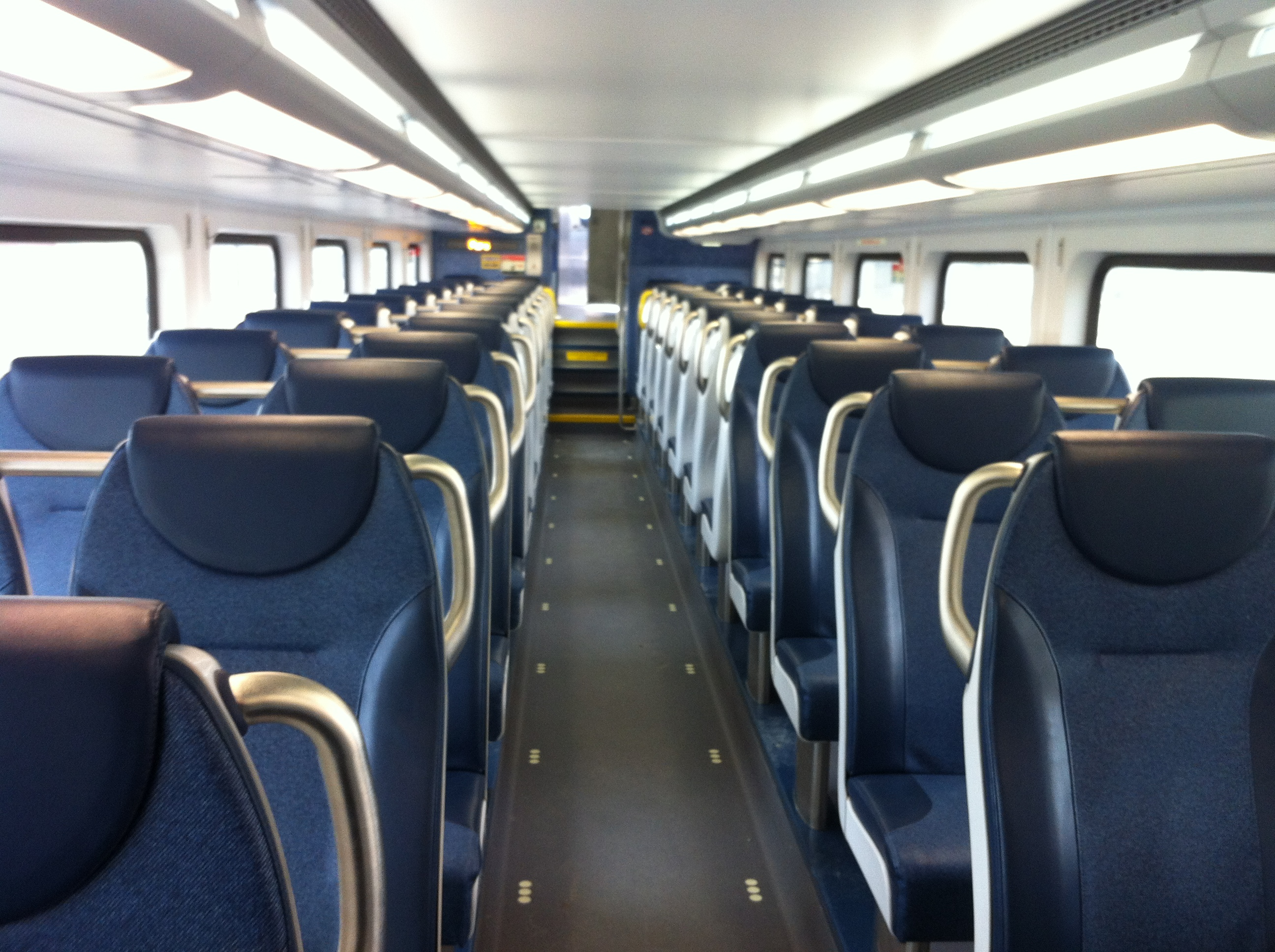
大都会交通局通勤铁路的车厢内部

大都会交通局的通勤铁路是最有名的业务。大都会交通局的通勤铁路的车型共有两种：一种是动力分散式列车, 仅在二山线运营，其余线路使用的则为动力集中于两侧的柴电动力列车。二山线之所以会铁路电气化，是由于通往中央车站的长达4.8 km（3 mi）的隧道通风不良引起的。 这个隧道曾经限制柴油列车的运营，现在已经完全禁止，这使得蒙圣伊莱尔线的车辆需要与维亚铁路和美铁的车辆一起从这个隧道的反方向进站。
大都会交通局的通勤铁路业务运营在加拿大國家鐵路公司、加拿大太平洋鐵路、魁北克省加蒂诺铁路上。蒙圣伊莱尔线运行于加拿大國家鐵路公司拥有的轨道，同时也于中央车站运行，而沃德勒伊-哈德森线，蒙圣伊莱尔线，康迪亚尔线运行于加拿大太平洋鐵路的铁路上。

### 通勤铁路线
| 线路名称          | 长度              | 始于              | 电气化                                        |
| ----------------- | ----------------- | ----------------- | --------------------------------------------- |
| 圣热罗姆线        | 62.8 km (39.0 mi) | July 1997         | No                                            |
| 坎迪亞克线        | 25.6 km (15.9 mi) | September 4, 2001 | No                                            |
| 双山              | 29.9 km (18.6 mi) | January 1, 1996   | Yes                                           |
| 沃德勒伊-哈德孙线 | 51.2 km (31.8 mi) | January 1, 1996   | No                                            |
| 圣-希莱尔山线     | 34.9 km (21.7 mi) | 2000              | No                                            |
| 马斯库斯线        | 52 km (32 mi)     | December 1, 2014  | Only from Central Station to Ahuntsic Station |

## 沃德勒伊-哈德森线
蒙特利尔↔沃德勒伊-哈德森（Vaudreuil–Hudson）于1889投入使用，在1996年编入大都会交通局。全长64.2公里，共有18站。

## 二山线
蒙特利尔↔二山（Deux-Mongtagnes）于1918年投入使用，在1996年编入大都会交通局。全长29，9公里，共有12站。

## 布兰维尔圣热罗姆线
蒙特利尔↔布兰维尔圣热罗姆（Blainville–Saint-Jérôme）于1997年投入使用。全长62，8公里，共有13站。

## 蒙圣伊莱尔线
蒙特利尔↔蒙圣伊莱尔（Mont-Saint-Hilaire）于2000年投入使用。全长34，9公里，共有7站。

## 康迪亚尔线
蒙特利尔↔康迪亚尔（Candiac）于2001年投入使用。全长25，6，共有8站。

## 马斯库什
蒙特利尔↔马斯库什（Mascouche）已于2014年12月投入使用。全长51公里，共有14站。